# Stuart A. Newman
Stuart Alan Newman (* 4. April 1945 in New York City) ist ein US-amerikanischer Biologe. Er ist Professor für Zellbiologie am New York Medical College in Valhalla, New York.

## Leben
Newman erhielt 1965 einen B.A. der Columbia University und 1970 einen Ph.D. in Chemischer Physik an der University of Chicago. Er war 1970–1971 Postdoktorand am Department für Theoretische Biologie der University of Chicago und 1970–1972 an der School of Biological Sciences, University of Sussex, Großbritannien. Danach hatte er eine Gastprofessur am Institut Pasteur, Paris, am Commissariat à l’énergie atomique-Saclay, dem Indian Institute of Science, Bangalore, der University of Tokyo, Komaba, und war Fogarty Senior International Fellow an der Monash University, auch Australien. Er ist Mitglied der Externen Fakultät des Konrad Lorenz Instituts für Evolutions- und Kognitionsforschung, Österreich, und des Editorial board of the Journal of Biosciences (Bangalore). Er war Gründungsmitglied des Council for Responsible Genetics in Cambridge und ist Fellow of the Institute on Biotechnology and the Human Future in Chicago. Er ist ferner Direktor des Indigenous Peoples Council on Biocolonialism in Nixon, Nevada.
Seine Forschung richtet sich auf drei Programme: Zellulare und molekulare Mechanismen der Gliedmaßen-Entwicklung von Wirbeltieren, physikalische Mechanismen der Morphogenese und Mechanismen der morphologischen Evolution. Er schrieb auch über soziale und kulturelle Aspekte biologischer Forschung und Technologie.
Newmans Arbeit in der Entwicklungsbiologie beinhaltet einen Mechanismus für Musterbildung der Wirbeltiergliedmaßen-Skeletts basierend auf Selbstorganisation des embryonalen Gewebes. Er hat ferner einen biophysikalischen Effekt in extrazelluläre Matrizen beschrieben, die mit Zellen oder nicht lebenden Partikeln bevölkert sind, eine Matrix-gesteuerte Translokation, die ein physikalisches Modell für die Morphogenese von Stammzellen-Gewebe ermöglicht.
Zusammen mit dem Evolutionstheoretiker Gerd B. Müller gab Newman 2003 das Buch Origination of Organismal Form heraus. Dieses Buch über Evolutionäre Entwicklungsbiologie enthält Beiträge verschiedener Forscher über generative Mechanismen, die an der Entstehung von Körperformen im Ediacarium und Kambrium beteiligt sind. Besondere Aufmerksamkeit wird epigenetischen Faktoren beigemessen, physikalischen Determinanten und Umweltparametern, die zu spontaner Emergenz von Körperbauplänen und organischer Form in einer Periode geführt haben, als multizellulare Organismen relativ plastische Morphologie besaßen. Natürliche Selektion, die auf verschiedene Genotypen agiert, hat nach dieser Theorie die Körperbaupläne fixiert. Newman spricht in diesem Zusammenhang von Dynamic Patterning Modules (DPM´s).
Newman ist zusammen mit dem Physiker Gabor Forgacs Koautor des Buchs Biological Physics of the Developing Embryo (2005).